# Basilique Sacro Cuore di Gesù (Grosseto)
Pour les articles homonymes, voir Basilique Sacro Cuore.
La basilique Sacro Cuore di Gesù (en français basilique du Sacré-Cœur de Jésus) est un édifice religieux catholique de la ville de Grosseto en Toscane en Italie.

## Historique
Elle a été consacrée le 26 avril 1958.

## Architecture et ornementations

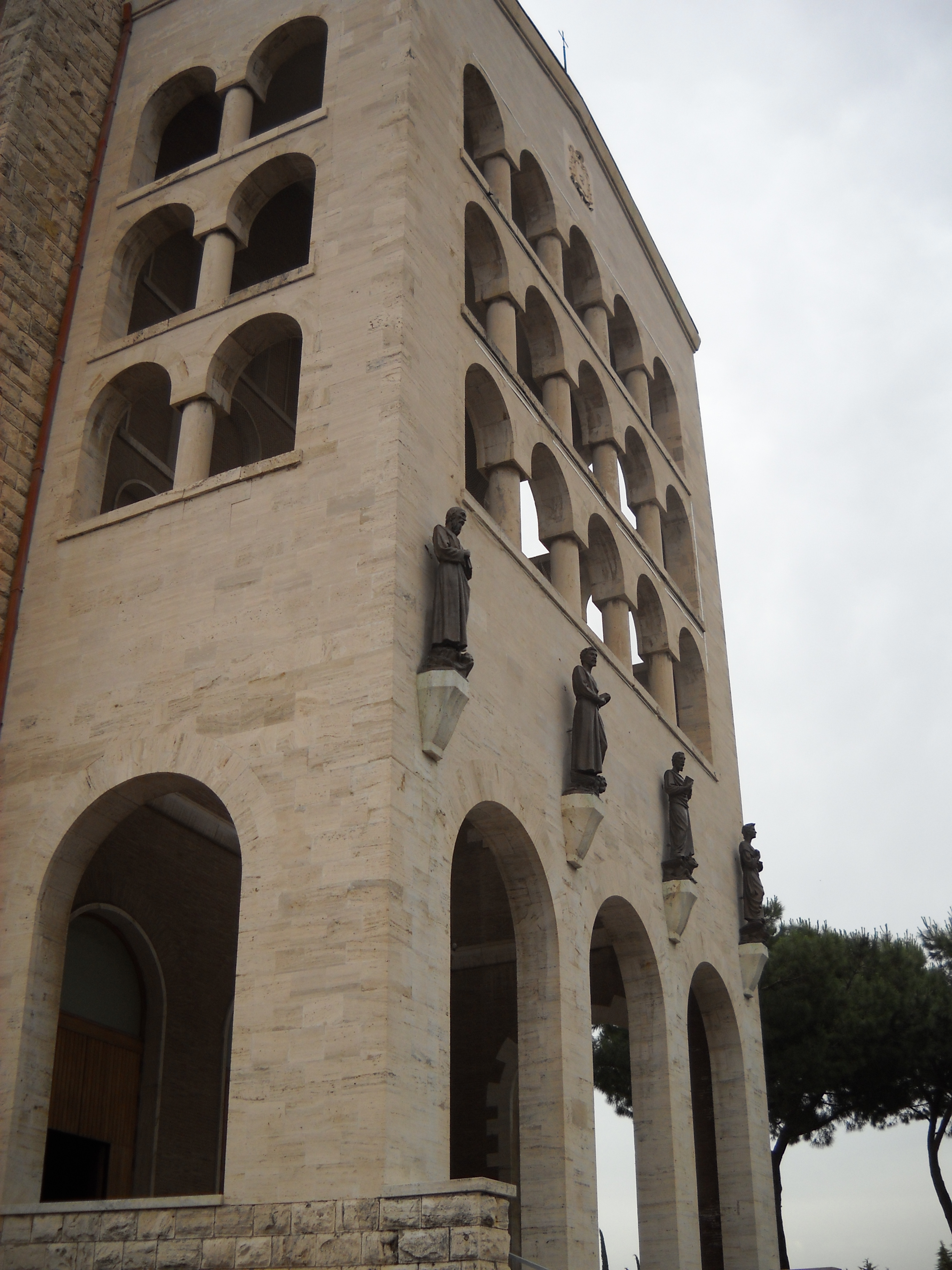
La façade avec les statues de Tolomeo Faccendi
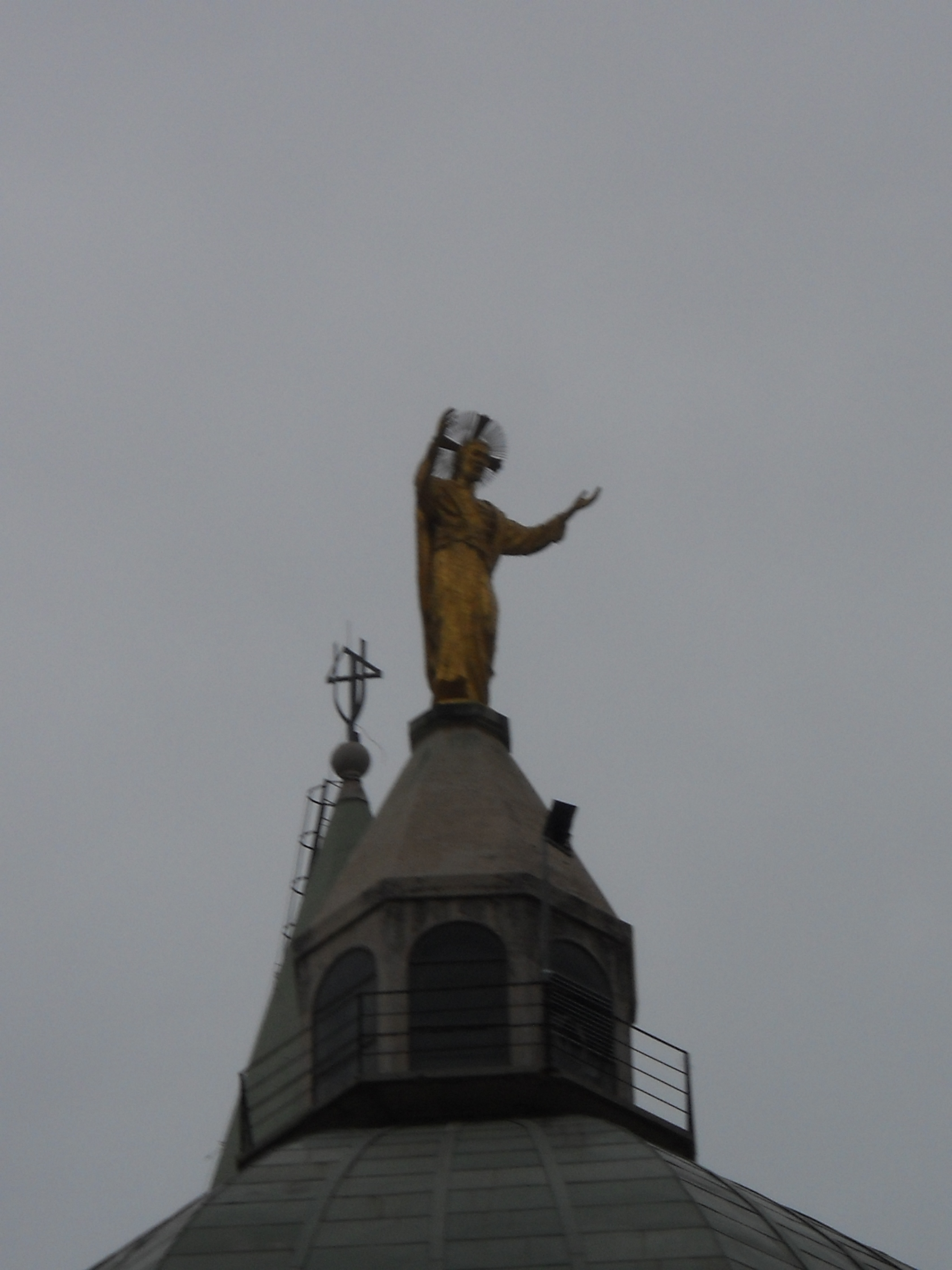
La statue de Jésus au sommet de la coupole